# 동남점보페리호 조난 사고
동남점보페리호 조난 사고는 1984년 4월 18일 동남점보페리 주식회사 소속의 여객선 동남점보페리호가 거문도 동쪽 해상에서 기관 고장을 일으켜 표류하다가 구조된 사고이다. 사고 당시 선원을 포함한 승선 인원은 215명이었으며, 12명의 사망자가 발생하였다.

## 사고 경위
동남점보페리호
대한민국의 카페리는 1978년 4월 부산-제주 구간에 처음 도입되었으며, 사고 당시 4개 회사에서 6척의 카페리를 운영하고 있었다.
사고 선박은 1970년 8월 일본 시코쿠 조선소에서 건조되었으며, 일본에서 내항여객선으로 운용되었다. 이를 동남점보페리가 1982년 9월에 구입하여 운용하였다. 길이 91m, 너비 19.2m에 2,904톤, 최대 속력은 18노트이다. 탑승 정원은 승무원 32명, 승객 584명, 739톤의 화물 적재가 가능하다.
구명 장비로 구명복과 55인승 구명정 14개를 보유하였다.
폭풍주의보
출항 3시간 전인 4월 18일 16시에 남해 동부 해상에 폭풍주의보가 발령되었다.
조난
1984년 4월 18일 19시, 페리호는 승객 183명을 태우고 제주항을 출발하였다. 23시 30분경 전라남도의 거문도 동북방을 지나는 도중에 뱃머리쪽의 화물이 드나드는 한쪽 철문을 고정하는 로프가 파도에 끊어지면서 문이 떨어지고, 파도와 함께 바닷물이 배 안으로 들어와 기관실이 물에 잠겼다. 페리호에서는 부산지구 해양경찰대에 구조를 요청하였다. 뱃머리 쪽으로 침수가 계속되었고, 19일 2시에는 배가 오른쪽으로 30도 정도 기울어졌다.
3시에는 배가 더 기울면서 터리가 방전되어 통신이 끊기고 전등도 모두 꺼졌다.

## 구조 및 수색
4월 19일 1시 30분경 주변을 항해중이던 동양고속 페리5호가 구조를 시도했으나 폭풍과 파도로 접근하지 못했다. 선장은 2시 10분에 퇴선 명령을 내리고 승객들이 55인승 구명정으로 옮겨 타도록 했다. 8명이 먼저 타고 이어 다른 구명정으로 14명이 타려 할 때, 바람이 불면서 구명정이 사고 선박에 충돌, 전복되었다. 이때 2명만 구조되고, 파도에 휩쓸린 12명은 실종되었는데, 실종된 12명 중 8명은 동아대 학생이었다. 먼저 8명이 탄 구명정도 파도에 휩쓸렸으나 동양고속 페리5호에 구조되었다.
4시 10분경, 1천톤급 해경정이 현장에 도착, 6시 10분부터 사고 선박을 예인하였다. 6시 20분경에는 예인로프가 끊어지면서 동양고속 페리 5호가 사고 선박을 예인하였고, 13시경에 완도항 어귀에 도착하였다.
19일 10시 15분경, 사고 해역 남쪽 수 km 위치에서 실종된 12명의 시신을 인양하였다.

## 원인 분석 및 논란
사고의 원인으로 폭풍주의보와 파랑주의보가 내려져 있었음에도 출항한 점이 지적되었다.
선박 정비 부실의 가능성이 제기되었고, 정기적인 검사의 실효성에도 의문이 제기되었다. 선박이 노후되었음이 지적되기도 했다.
퇴선이 너무 빨랐다는 지적도 있다. 3천톤급 이상의 대형 선박은 침몰에 3~4시간 걸린다는 것이다. 페리호는 특수한 장치가 있어서 3분의 2가 침수해도 침몰하지 않는다고도 보도되었다. 승무원에 대한 안전 교육이 부실하다는 지적도 있었다.
검경 합동조사반의 의뢰로 사고 선박을 조사한 해운항만청 본청 기술진은 선수화물출입문 빗장을 완전히 잠그지 않은 것을 사고의 원인으로 제시하였다.